# Толиса (Орашје)
Толиса је насељено место у саставу града Орашје, Федерација Босне и Херцеговине, БиХ. Насеље се налази на североистоку Босне и Херцеговине у Босанској Посавини. Добила је име по истоименој реци Толиси, која је протицала поред старог места где је село било смештено.

## Историја
Први помен имена Толиса потиче из 1244. године. Угарски краљ Бела IV издао је повељу босанском бискупу са седиштем у Ђакову. Поклоњена земља Terra Tolis обухватала је реку, места и подручје омеђено реком Савом са севера, Тињом са истока, Спречом са југа и ушћем Босне са северозапада. Према називу реке Толисе назив је добио и читав овај крај.
У Толиси је отворена прва основна школа у Босни и Херцеговини и то давне 1823. године, коју је подигао тадашњи жупник фра Илија Старчевић. Први учитељ био је Илија Боричић из Славоније.
У Толиси се налази католичка црква, чија је градња започела за време османлијске власти 1864. године, а завршена 1881. Ту се налази и фрањевачки самостан са вредном библиотеком и музејском збирком.

## Становништво
| Националност       | 2013.          | 1991.          | 1981.          | 1971.          |
| Хрвати             | 2.717 (99,49%) | 3.274 (98,43%) | 3.155 (98,50%) | 2.980 (99,10%) |
| Срби               | 4 (0,14%)      | 15 (0,45%)     | 7 (0,22%)      | 18 (0,60%)     |
| Муслимани          | 1 (0,03%)      | 3 (0,09%)      | 1 (0,03%)      | 1 (0,03%)      |
| Југословени        | –              | 20 (0,60%)     | 31 (0,97%)     | 4 (0,13%)      |
| остали и непознато | 9 (0,33%)      | 14 (0,42%)     | 9 (0,28%)      | 4 (0,13%)      |
| Укупно             | 2.731          | 3.326          | 3.203          | 3.007          |